# Premio Wolf
II Premio Wolf è un prestigioso riconoscimento internazionale assegnato annualmente in sei categorie: agricoltura, chimica, matematica, medicina, fisica e arti. 
Istituito nel 1978 dalla Fondazione Wolf, un'organizzazione no-profit israeliana, il premio riconosce i risultati e i contributi eccezionali all'umanità in questi settori.
Il premio è intitolato a Ricardo Wolf, un inventore nato in Germania e già ministro plenipotenziario cubano in Israele.
Ogni anno vengono assegnati uno o più premi per ogni settore, ad eccezione di Agricoltura e Arte, che vengono assegnati ogni due anni. I vincitori, che spesso sono considerati forti candidati ai premi Nobel in campo scientifico, ricevono un premio in denaro dell'importo di 100.000 dollari e un certificato.
Il premio si distingue non solo per il riconoscimento dell'eccellenza individuale, ma anche per il suo ruolo di promozione della cooperazione e della comprensione internazionale. La cerimonia si svolge tipicamente in Israele, dove i vincitori ricevono il premio dal Presidente di Israele.
Finora sono stati premiati 382 scienziati e artisti di tutto il mondo.